# Domus Sanctae Marthae
Domus Sanctae Marthae (рус. Дом святой Марфы, ит. Casa Santa Marta) — пристройка к Собору Святого Петра в Ватикане, которая служила резиденцией папы римского при Папе Франциске, а также местом проживания собирающихся на конклав кардиналов Римско-католической церкви. Получила своё название в честь святой Марфы из Вифании.

## История
Здание находится на месте хосписа Святой Марфы, построенного папой Львом XIII в 1891 году. Нынешний дом святой Марты был построен после того, как в 1996 году Иоанн Павел II в апостольской конституции Universi Dominici Gregis ввел новые правила избрания понтифика, предписав, в частности, правила размещения участников конклава. После своего избрания в 2013 году папа Франциск объявил о том, что не станет переезжать в Апостольский дворец — официальную папскую резиденцию — а останется жить в Доме святой Марфы, где в дальнейшем проживал и там же умер 21 апреля 2025 года на 89-м году жизни.